# Brita Sigourney
Brita Sigourney (* 17. Januar 1990 in Monterey, Kalifornien) ist eine US-amerikanische Freestyle-Skierin. Sie startet in der Disziplin Halfpipe.

## Werdegang
Sigourney nimmt seit 2009 an Wettbewerben der AFP World Tour teil. Dabei holte sie im Februar 2010 bei der URTUR in Soda Springs ihren ersten Sieg. Ihren ersten Weltcupeinsatz hatte sie im Januar 2009 in Park City, welchen sie auf den zehnten Platz beendete. Zu Beginn der Saison 2010/11 holte sie bei den Juniorenweltmeisterschaften in Cardrona die Goldmedaille. Es folgte in der Saison ein Sieg bei der Winter Dew Tour in Snowbasin. Im Januar 2011 gewann sie bei den Winter-X-Games 2011 in Aspen die Silbermedaille. Im folgenden Monat belegte sie bei den Freestyle-Skiing-Weltmeisterschaften 2011 in Park City den sechsten Platz. In der Saison 2011/12 siegte sie beim US Grand Pix und Weltcup in Copper Mountain und in Mammoth und kam bei der Winter Dew Tour in Killington auf den dritten Rang. Bei den Winter-X-Games 2012 in Aspen holte sie die Bronzemedaille. Die Saison beendete sie auf den ersten Platz im Halfpipe-Weltcup. In der folgenden Saison gewann sie bei der Winter Dew Tour in Breckenridge und belegte beim US Grand Prix und Weltcup in Copper Mountain den dritten Rang.
Zu Beginn der Saison 2013/14 errang Sigourney bei der Winter Dew Tour in Breckenridge den dritten Platz. Im weiteren Saisonverlauf siegte sie beim US Grand Prix und Weltcup in Copper Mountain und erreichte beim US Grand Prix in Park City und bei der SFR Tour in Tignes den zweiten Rang. Bei ihrer ersten Olympiateilnahme 2014 in Sotschi wurde sie Sechste im erstmals ausgetragenen Halfpipe-Wettbewerb. Die Saison beendete sie auf den zweiten Platz in der AFP World Tour Halfpipewertung. Bei den Winter-X-Games 2015 in Aspen gewann sie die Bronzemedaille. Im März 2015 kam sie beim Weltcup und der SFR Tour in Tignes auf den dritten Platz. Im folgenden Jahr wurde sie bei den Winter-X-Games 2016 Achte und bei den X-Games Oslo 2016 Fünfte. Bei den Winter-X-Games 2017 belegte sie den fünften und bei den Freestyle-Skiing-Weltmeisterschaften 2017 in Sierra Nevada den neunten Rang. In der Saison 2017/18 siegte sie beim Weltcup in Mammoth und belegte in Snowmass den zweiten Platz und in Tignes den dritten Platz und erreichte damit den neunten Platz im Gesamtweltcup und den zweiten Rang im Halfpipe-Weltcup.
Bei den Winter-X-Games 2018 in Aspen gewann Sigourney die Silbermedaille und bei den Olympischen Winterspielen 2018 in Pyeongchang die Bronzemedaille in der Halfpipe. Eine weitere Halfpipe-Bronzemedaille kam bei den Weltmeisterschaften 2019 in Park City hinzu. In der Saison 2018/19 und 2019/20 errang sie jeweils den sechsten Platz im Halfpipe-Weltcup. Bei den Winter-X-Games 2019 wurde sie Vierte und bei den Winter-X-Games 2020 Sechste.

## Erfolge

### Olympische Spiele
- Sotschi 2014: 6. Halfpipe
- Pyeongchang 2018: 3. Halfpipe

### Weltmeisterschaften
- Park City 2011: 6. Halfpipe
- Sierra Nevada 2017: 9. Halfpipe
- Park City 2019: 3. Halfpipe
- Aspen 2021: 5. Halfpipe

### Weltcupsiege
Sigourney errang bisher 12 Podestplätze im Weltcup, davon vier Siege:
| Datum             | Ort             | Land               | Disziplin |
| ----------------- | --------------- | ------------------ | --------- |
| 9. Dezember 2011  | Copper Mountain | Vereinigte Staaten | Halfpipe  |
| 4. März 2012      | Mammoth         | Vereinigte Staaten | Halfpipe  |
| 20. Dezember 2013 | Copper Mountain | Vereinigte Staaten | Halfpipe  |
| 19. Januar 2018   | Mammoth         | Vereinigte Staaten | Halfpipe  |

### Weltcupwertungen
| Saison  | Gesamt | Gesamt | Park & Pipe | Park & Pipe | Halfpipe | Halfpipe |
| Saison  | Platz  | Punkte | Platz       | Punkte      | Platz    | Punkte   |
| ------- | ------ | ------ | ----------- | ----------- | -------- | -------- |
| 2008/09 | 103.   | 5      | -           | -           | 17.      | 26       |
| 2009/10 | -      | -      | -           | -           | -        | -        |
| 2010/11 | -      | -      | -           | -           | -        | -        |
| 2011/12 | 13.    | 40     | -           | -           | 1.       | 200      |
| 2012/13 | 73.    | 17     | -           | -           | 15.      | 86       |
| 2013/14 | 30.    | 30     | -           | -           | 6.       | 150      |
| 2014/15 | 56.    | 18,4   | -           | -           | 8.       | 92       |
| 2015/16 | 70.    | 16,2   | -           | -           | 8.       | 81       |
| 2016/17 | 51.    | 26,6   | -           | -           | 7.       | 133      |
| 2017/18 | 9.     | 51     | -           | -           | 2.       | 306      |
| 2018/19 | 37.    | 30     | -           | -           | 6.       | 150      |
| 2019/20 | 27.    | 33,2   | -           | -           | 6.       | 166      |
| 2020/21 | -      | -      | 19.         | 60          | 3.       | 60       |

### Winter-X-Games
- Winter-X-Games 2011: 2. Halfpipe
- Winter-X-Games 2012: 3. Halfpipe
- Winter-X-Games 2015: 3. Halfpipe
- Winter-X-Games 2016: 8. Halfpipe
- X-Games Oslo 2016: 5. Halfpipe
- Winter-X-Games 2017: 5. Halfpipe
- Winter-X-Games 2018: 2. Halfpipe
- Winter-X-Games 2019: 4. Halfpipe
- Winter-X-Games 2020: 6. Halfpipe
- Winter-X-Games 2021: 7. Halfpipe
- Winter-X-Games 2022: 2. Halfpipe